# Kees Krijgh (1921-2007)
Cornelis Krijgh, detto Kees, ('s-Hertogenbosch, 20 agosto 1921 – 's-Hertogenbosch, 15 giugno 2007), è stato un calciatore olandese, di ruolo centrocampista.

## Carriera
Kees Krijgh, a livello di club, ha giocato nelle file del BVV da 1940 al 1952. Con la nazionale olandese ha giocato tre partite, senza mai segnare. Ha esordito il 26 luglio 1948 a Portsmouth contro l'Irlanda; ha giocato l'ultima partita il 12 novembre 1950 ad Anversa contro il Belgio.
Nel 1948 è stato convocato per i Giochi olimpici di Londra, dove è sceso in campo contro Irlanda e Regno Unito.

## Statistiche

### Cronologia presenze e reti in nazionale
| Cronologia completa delle presenze e delle reti in nazionale ― Paesi Bassi | Cronologia completa delle presenze e delle reti in nazionale ― Paesi Bassi | Cronologia completa delle presenze e delle reti in nazionale ― Paesi Bassi | Cronologia completa delle presenze e delle reti in nazionale ― Paesi Bassi | Cronologia completa delle presenze e delle reti in nazionale ― Paesi Bassi | Cronologia completa delle presenze e delle reti in nazionale ― Paesi Bassi | Cronologia completa delle presenze e delle reti in nazionale ― Paesi Bassi | Cronologia completa delle presenze e delle reti in nazionale ― Paesi Bassi |
| Data                                                                       | Città                                                                      | In casa                                                                    | Risultato                                                                  | Ospiti                                                                     | Competizione                                                               | Reti                                                                       | Note                                                                       |
| -------------------------------------------------------------------------- | -------------------------------------------------------------------------- | -------------------------------------------------------------------------- | -------------------------------------------------------------------------- | -------------------------------------------------------------------------- | -------------------------------------------------------------------------- | -------------------------------------------------------------------------- | -------------------------------------------------------------------------- |
| 26-7-1948                                                                  | Portsmouth                                                                 | Irlanda                                                                    | 1 – 3                                                                      | Paesi Bassi                                                                | Olimpiadi 1948                                                             | -                                                                          |                                                                            |
| 31-7-1948                                                                  | Londra                                                                     | Regno Unito                                                                | 4 – 3                                                                      | Paesi Bassi                                                                | Olimpiadi 1948                                                             | -                                                                          |                                                                            |
| 12-11-1950                                                                 | Anversa                                                                    | Belgio                                                                     | 7 – 2                                                                      | Paesi Bassi                                                                | Amichevole                                                                 | -                                                                          | 27’                                                                        |
| Totale                                                                     |                                                                            | Presenze                                                                   | 3                                                                          |                                                                            | Reti                                                                       | 0                                                                          |                                                                            |